# Miopithecus ogouensis
Miopithecus ogouensis, o talapoim-do-gabão ou talapoim-do-norte, é um Macaco do Velho Mundo, da família Cercopithecinae. Ocorre nas florestas ripárias dos Camarões, Guiné Equatorial, Gabão, República Centro-Africana, oeste da República Democrática do Congo e norte de Angola.

## Taxonomia
Apesar de melhor conhecido que Miopithecus talapoin, e reconhecido como espécie distinta desde 1969, essa espécie permaneceu sem nome até 1997.